# 13922 Kremenia
13922 Kremenia este un asteroid din centura principală de asteroizi.

## Descriere
13922 Kremenia este un asteroid din centura principală de asteroizi. A fost descoperit pe 19 septembrie 1985 la Observatorul de Astrofizică din Crimeea de Nikolai Cernîh și Liudmila Cernîh. Asteroidul prezintă o orbită caracterizată de o semiaxă mare de 2,62 ua, o excentricitate de 0,14 și o înclinație de 3,7° în raport cu ecliptica.